# Marc Alexandre
Marc Robert Alexandre (* 30. Oktober 1959 in Paris) ist ein ehemaliger französischer Judoka. Er war Olympiasieger 1988 und Europameister 1984.
Alexandre trat bis 1986 meist im Halbleichtgewicht bis 65 kg an, von 1987 bis 1989 startete er im Leichtgewicht bis 71 kg.
Der 1,70 m große Judoka war 1982 Militärweltmeister und Mannschaftseuropameister. 1984 gewann er seinen ersten französischen Meistertitel. Bei den Europameisterschaften 1984 in Lüttich gewann er seine vier Kämpfe, den letzten im Finale gegen Jaroslaw Kříž aus der Tschechoslowakei. Drei Monate nach den Europameisterschaften trat Alexandre bei den Olympischen Spielen in Los Angeles an. Nach drei Siegen unterlag er im Halbfinale dem späteren Olympiasieger Yoshiyuki Matsuoka aus Japan. Im Kampf um Bronze gewann Alexandre gegen den Briten Stephen Gawthorpe. Ende 1984 siegte Alexandre mit der französischen Equipe bei den Mannschaftseuropameisterschaften. 1985 gewann Alexandre erneut bei den französischen Meisterschaften. Bei den Europameisterschaften in Hamar traf Alexandre im Finale auf den Rumänen Cornel-Ilie Serban, der diesen Kampf gewann. Im November 1985 gewann das sowjetische Team vor Frankreich bei den Mannschaftseuropameisterschaften. Bei den Europameisterschaften 1986 verlor Marc Alexandre im Viertelfinale gegen Andreas Paluschek aus der DDR, den Kampf um Bronze gewann der Franzose gegen den Belgier Philip Laats.
Im Herbst 1986 gewann die französische Equipe die Mannschaftseuropameisterschaften, hier trat Marc Alexandre bereits im Leichtgewicht an. 1987 siegte dann wieder die sowjetische Mannschaft vor der französischen. Bei den Weltmeisterschaften 1987 in Essen erreichte Marc Alexandre mit vier Siegen das Finale, unter anderem schlug er die beiden Deutschen Sven Loll aus der DDR und Steffen Stranz aus der BRD. Das Finale gewann Mike Swain aus den USA gegen den Franzosen. Im September 1988 gewann Alexandre das Halbfinale bei den Olympischen Spielen in Seoul gegen Giorgi Tenadse aus der Sowjetunion; im Finale besiegte er Sven Loll. Einen Monat nach den Olympischen Spielen gewann Alexandre zum vierten Mal bei den Mannschaftseuropameisterschaften. 1989 bei den Europameisterschaften in Helsinki unterlag er dem Ungarn Bertalan Hajtós im Halbfinale, gewann aber den Kampf um Bronze gegen Alpaslan Ayan aus der Türkei. Alexandres letztes großes Turnier waren die Judo-Weltmeisterschaften 1989, im Kampf um Bronze verlor er gegen Giorgi Tenadse.